# El Espino (Boyacá)

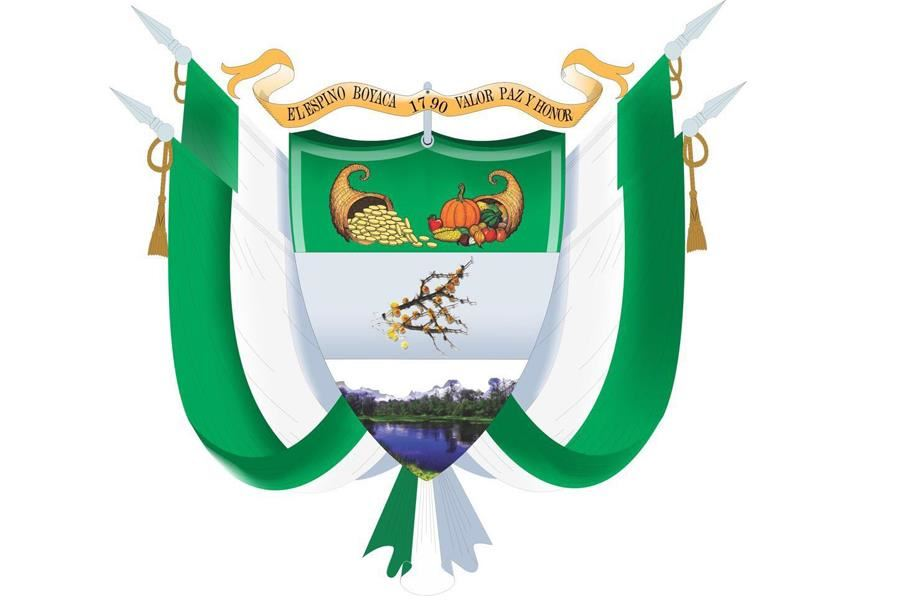
Escudo utilizado actualmente por la Alcaldía de El Espino (2021)

El Espino es un municipio colombiano, ubicado en la Provincia de Gutiérrez, del departamento de Boyacá. Se encuentra ubicado a 238 km de la ciudad de Tunja, capital del departamento.

## Toponimia

### Origen lingüístico[3]
- Familia lingüística: Indoeuropea
- Lengua: Latín

### Significado
Del latín spinus, derivado de espina. El nombre científico del árbol de espino (Oxycantha de Crataegus), se origina en la voz griega kratos que expresa “difícilmente”, oxus, “sostenido”, y akantha, que significa “espina”.

### Origen / Motivación
El nombre del actual municipio se relaciona con el árbol de espino que se encontró en el lugar de asentamiento, del cual los pobladores tomaron la denominación.

## Historia

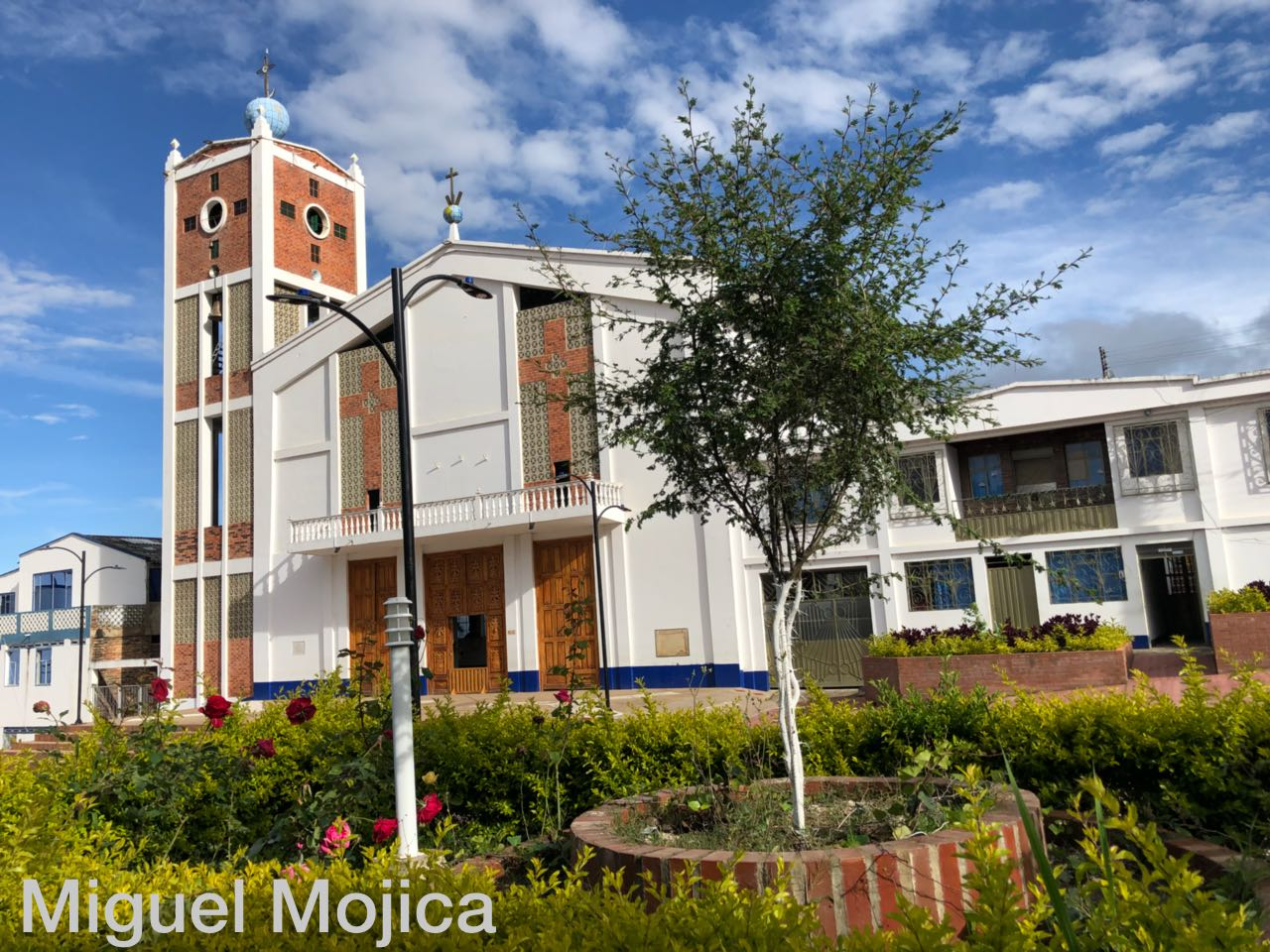
Templo parroquial de El Espino.

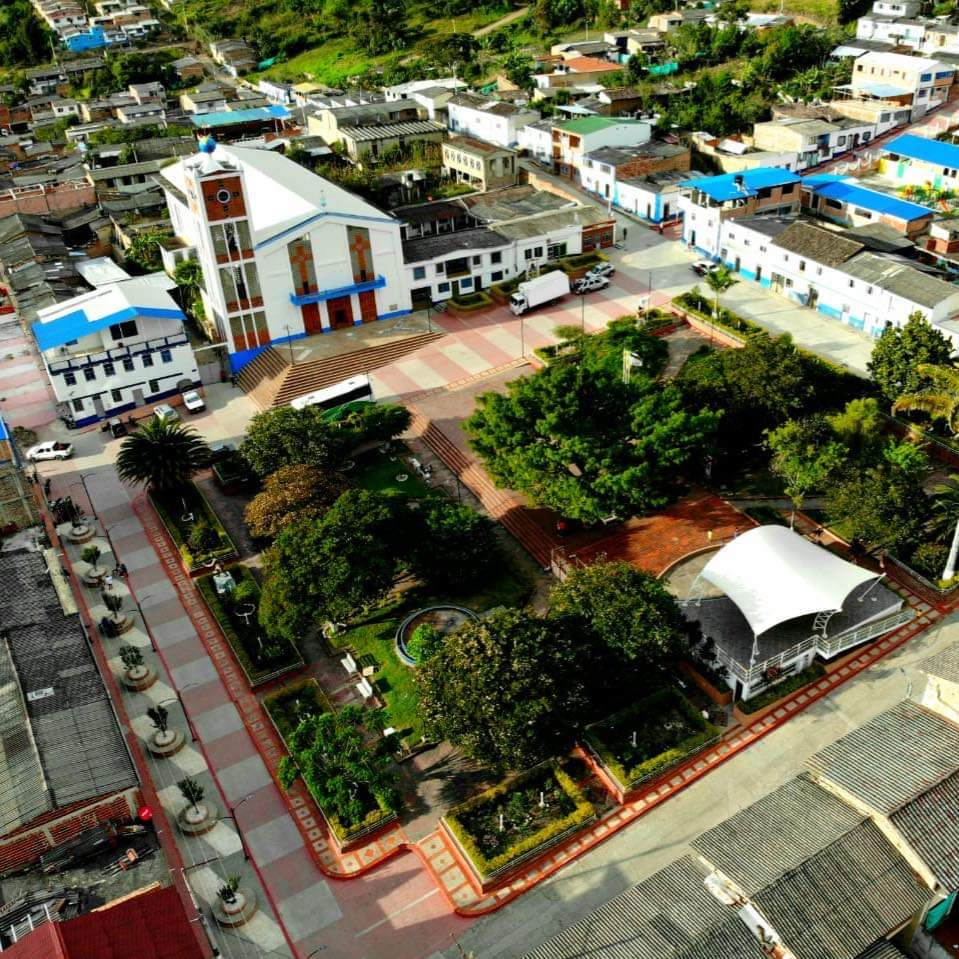
Vista panorámica del casco urbano de El Espino.

En la época precolombina, el territorio del actual municipio de El Espino estuvo habitado por los indígenas Laches, quienes probablemente tenían su asentamiento alrededor de la plaza fundacional. En 1790, el Arzobispado aprobó la separación de la población blanca y mestiza del resguardo indígena de Guacamayas, fundándose así, el 11 de diciembre de ese año, el nuevo poblado de El Espino, nombre que le fue dado en razón a un antiguo árbol ubicado en la plaza. Los fundadores del municipio fueron el cura párroco José Tadeo Angarita y el señor Agustín Muñoz. La primera iglesia se construyó en donde actualmente queda la capilla del Humilladero. El 10 de diciembre de 1791 se bendijo la Capilla Mayor, hecha de tapia y teja.

## Símbolos

### Escudo
Consta de un tenante representado con los colores de la bandera del municipio, adicionalmente la parte interior se encuentra dividida en tres franjas con fondo de los mismos colores en la primera (de arriba hacia abajo)  hay dos cuernos, uno en la derecha de cual brotan algunos alimentos que se siembran y cosechan en nuestra tierra y en la izquierda brotan monedas de oro en representación a la riqueza de nuestro pueblo. En la segunda franja esta la flor del árbol espino en representación al nombre del municipio. En la tercera se encuentra representada la riqueza natural e hídrica con la que contamos en El Espino. Se encuentra un listón amarillo que representa la calidez de nuestra gente y está escrita en mayúsculas la frase “EL ESPINO- BOYACÁ 1790 VALOR, PAZ Y HONOR”

### Bandera
La bandera de El Espino consta de tres franjas simétricas, la primera en la parte superior de color verde, que representa el verdor de nuestros campos y la esperanza de la comunidad espinense,  la del medio de color blanco que simboliza la fe y la paz que reina en el municipio, la inferior de color gris que representa la sobriedad, estabilidad y generosidad de nuestra gente.

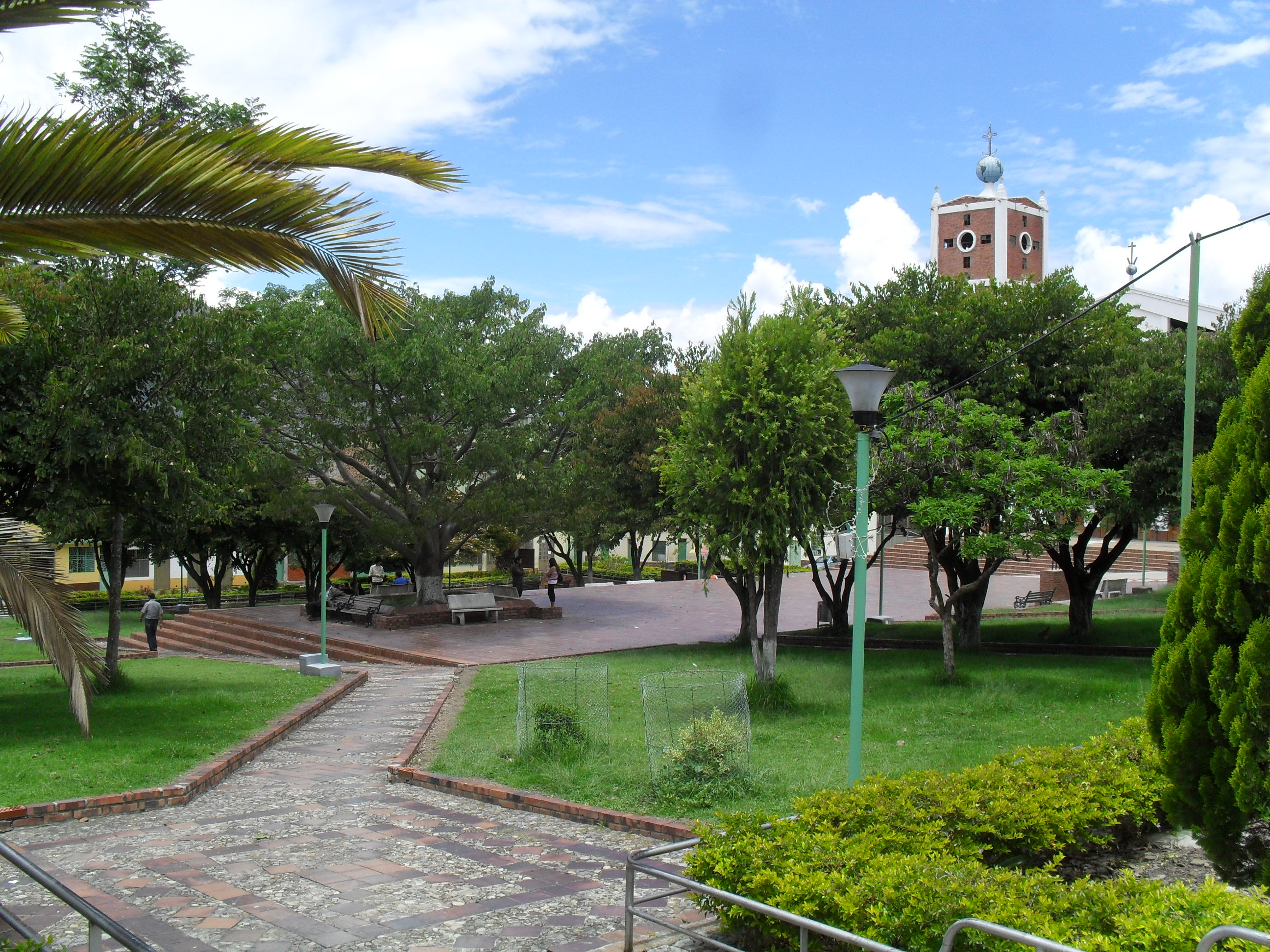
Fotografía de El Espino- el rinconcito del cielo

## Vías de comunicación
- Aéreas:cuenta con aeródromo que tiene una pista aérea sus 825 metros por 15 de ancho permite el Aterrizaje A 5 minutos del perímetro urbano se encuentra el Aeropuerto El Espino.
- Terrestres: El Espino dista de Tunja 238 km por carretera.